# Бербека-Стратійчук Оксана Іванівна
Бербека-Стратійчук Оксана Іванівна (нар. 22 травня 1968, Київ) — українська художниця. Магістр графіки. З 1992 року член Національної спілки художників України (НСХУ). Зараз живе та працює у Києві.

## Біографія
Стратійчук Оксана народилась 22 травня 1968 року в Києві.
У 1992 р. закінчила графічний факультет Київського державного художнього інституту, майстерня вільної графіки (викладачі — А. В. Чебикін, М. І. Компанець, В. Д. Сергєєв).
У 1993-1996 рр. проходила асистентуру-стажування при Українській академії мистецтв (керівник — Г. В. Якутович).
Бере участь в різноманітних мистецьких виставках України та закордоном з 1989 р. Проводить персональні виставки.
Стратійчук працює у графічних техніках:офорт, лінорит, мокуліто.

## Нагороди та премії[1]
- 1990 р. — Почесна відзнака для молодого художника. Міжнародне бієнале графіки «Інтердрук–90». Львів, Україна.
- 1998 р. — Лауреат Всеукраїнської акції популярності та якості «Золота фортуна–98» (за вагомий внесок у розвиток національного мистецтва). Київ, Україна.
- 2006 р. — Диплом ІІІ ступеня Всеукраїнського трієнале графіки. Київ, Україна.
- 2006 р. — Лауреат премії КОНСХУ «Мистець» ім. О.Данченка (мистецтво графіки). Київ, Україна.

## Творчість
Твори зберігаються у таких закладах як :
- Київський музей російського мистецтва. Київ, Україна.
- Національний музей історії України. Київ, Україна.
- Музей українського народного декоративного мистецтва. Київ, Україна.
- Калінінградська міська художня галерея. Калінінград, Росія.
- Tama Art Museum. Токіо, Японія.
- «Exhibition House». Цесіс, Латвія.
- Пінакотека Торре Канавезе. Торре Канавезе, Італія.